# La bella fanciulla di Perth

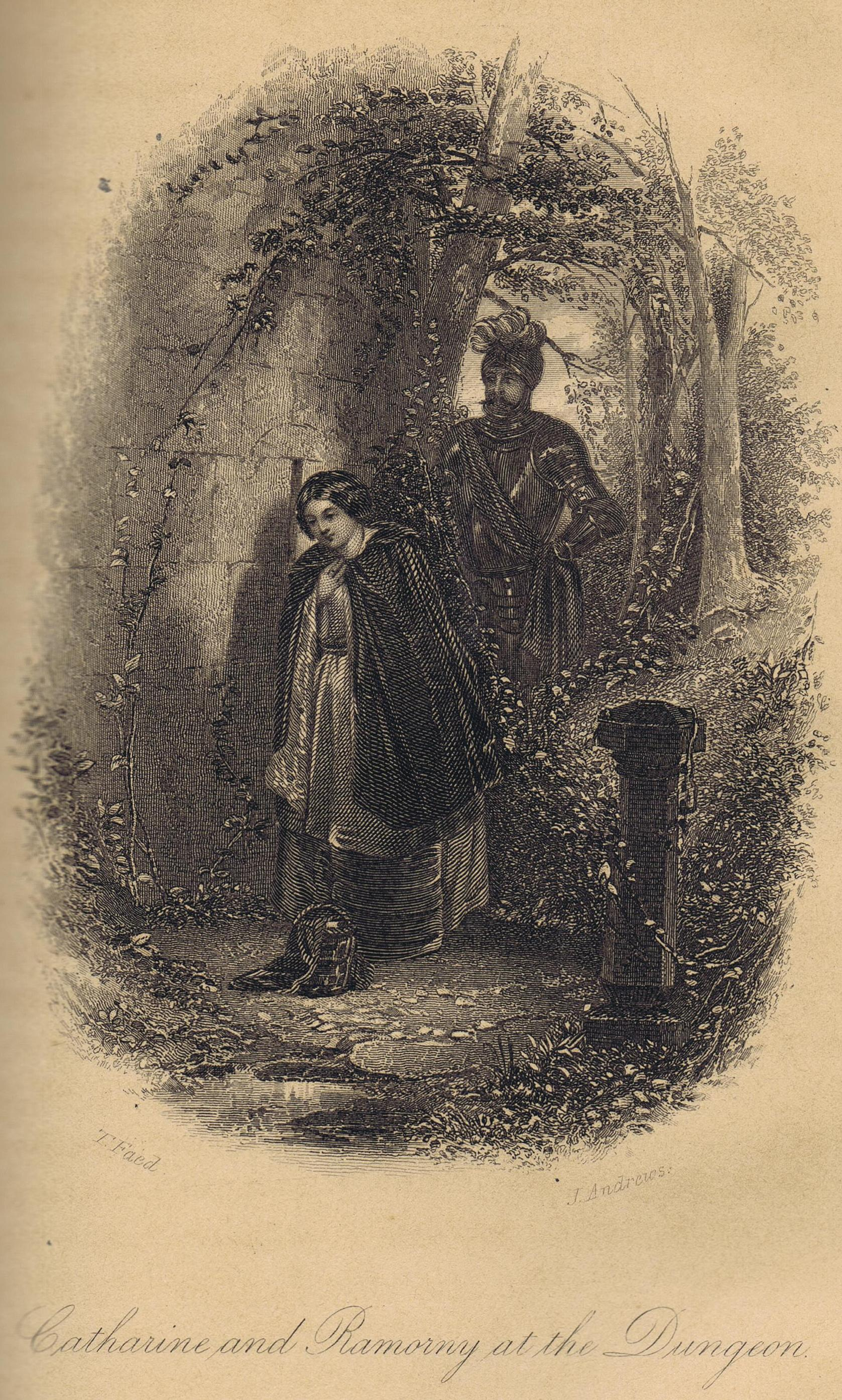
La bella fanciulla di Perth, 1872

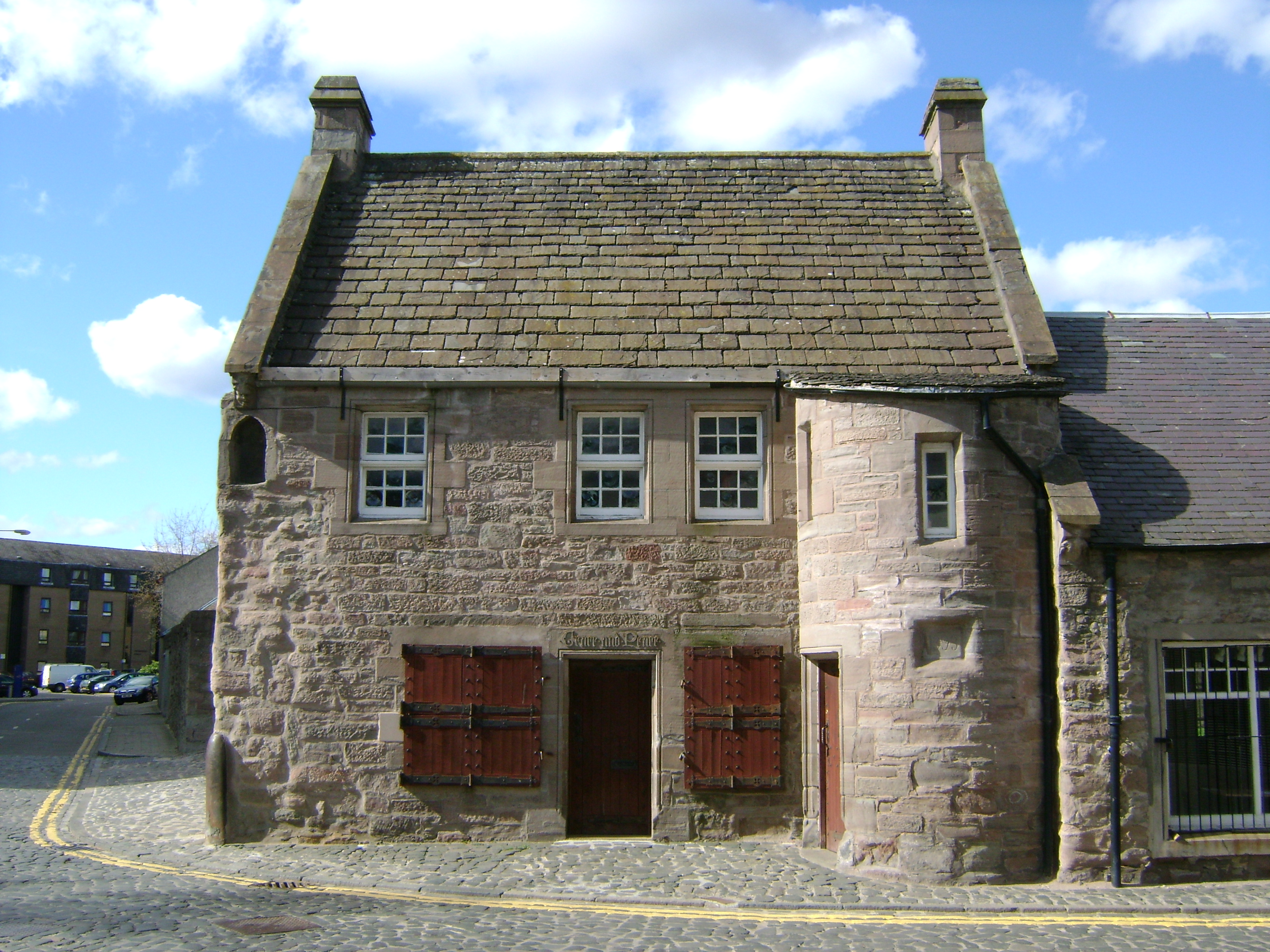
La casa della Bella Fanciulla, Perth, Scozia

La bella fanciulla di Perth (La jolie fille de Perth) è un'opera lirica in quattro atti composta da Georges Bizet nel 1866; il libretto fu realizzato da Jules-Henri Vernoy de Saint-Georges e Jules Adenis, tratto dal romanzo The Fair Maid of Perth di Sir Walter Scott.

## Storia
Commissionata da Carvalho, direttore del Théâtre Lyrique, nel luglio 1866 l'opera fu completata da Bizet per la fine dello stesso anno. Il musicista si trovò ancora una volta di fronte a un libretto artificioso, inconcludente e irrazionale; i due librettisti infatti avevano completamente snaturato il romanzo di Scott creando un testo difficile da musicare. Il ruolo del soprano principale era destinato a Christine Nilsson, celebre cantante, che dopo poco rinunciò al contratto perché più interessata a interpretare Ophélie nell'Hamlet di Thomas. Allo scopo di convincerla a rimanere Bizet fu costretto, suo malgrado, a infarcire la parte del soprano con numerosi abbellimenti, cosa che non ottenne il risultato sperato. Trovata una nuova interprete, Jeanne Devriès, la prova generale ebbe luogo nel settembre 1867. La messa in scena venne più volte rimandata nonostante le rimostranze del compositore che minacciò addirittura l'impresario di adire a vie legali. La prima rappresentazione avvenne infine tre mesi dopo al Théâtre-Lyrique Impérial di Parigi il 26 dicembre 1867
Questa ebbe un notevole successo di pubblico. Il tenore Massy, voluto dallo stesso Bizet, ebbe numerosi elogi, come il baritono Lutz che riscosse un personale successo. Il libretto invece fu oggetto di severi appunti da parte dei critici per l'insieme di espedienti ed eventi improbabili. La capacità musicale di Bizet fu confermata, fu lodato il suo miglioramento rispetto alle precedenti opere nella costruzione delle ambientazioni e le sue sorprendenti idee melodiche e strumentali. Alcuni però pensarono che l'opera non proponesse nulla di nuovo e vennero aspramente criticati gli abbellimenti vocali nella parte dalla protagonista, ritenuti solo una concessione alle preferenze del pubblico.

### Storia delle rappresentazioni
Nonostante il successo iniziale, durante le successive repliche il pubblico diminuì e l'opera terminò le rappresentazioni dopo la diciottesima volta. La bella fanciulla di Perth fu poi ripresa a Parigi il 3 novembre 1890 all'Éden-Théâtre per undici rappresentazioni.
Fuori dai confini francesi fu eseguita a Bruxelles nel 1868, a Genova e a Parma nel 1885; in tedesco fu data a Weimar e Vienna nel 1883, e in inglese a Manchester e Londra nel 1917.
Fu messa in scena al Wexford Festival nel 1968, al Théâtre Impérial de Compiègne nel 1998 e al Buxton Festival nel 2006, e registrata dalla BBC a Manchester per il centenario di Bizet nel 1975.

## Ruoli
| Role | Tipo voce | Cast della Prima, 26 dicembre 1867 (Direttore: Adolphe Deloffre) |
| --- | --------- | ---------------------------------------------------------------- |
| Henri (Henry) Smith, un maniscalco                                                                                                | tenore    | M Massy                                                          |
| Catherine Glover | soprano   | Jeanne Devriès                                                   |
| Simon Glover, suo padre, un guantaio                                                                                              | basso     | Émile Wartel                                                     |
| Mab, Regina degli zingari | soprano   | Alice Ducasse                                                    |
| Ralph, Apprendista guantaio | basso     | F Lutz                                                           |
| Il Duca di Rothsay, Duca di Rothsay                                                                                               | baritono  | Auguste Armand Barré                                             |
| Un gentiluomo al suo servizio | tenore    | M Boudias                                                        |
| Il suo maggiordomo | basso     | M Guyot                                                          |
| Un operaio | baritono  | M Neveu                                                          |
| Coro: operai di Smith, la ronda di guardia, maschere, zingari, gli ospiti del Duca, nobili, artigiani, scapoli e giovani ragazze. |           |                                                                  |

## Trama
Luogo: Perth
Periodo: XIV secolo

### Atto I
L'officina di Henry Smith l'armaiolo
Gli operai, mentre lavorano, cantano nella fucina, alla vigilia del Carnevale; Henry Smith comunica che sono tutti liberi di lasciare l'attività per andare a festeggiare. Rimasto solo, Smith rimugina chiedendosi se la civettuola Catherine Glover darà il consenso a diventare sua moglie. Mab, regina degli zingari, entra in fretta, cercando rifugio nel laboratorio di Smith da nobili, suoi spasimanti, che la inseguono. Quando Catherine arriva inaspettatamente, Mab si nasconde in una stanza adiacente. Giungono Catherine, suo padre guantaio e il suo apprendista Ralph. La giovane canta le gioie dell'inverno e i due uomini si ritirano per lasciare lei e Smith da soli. Henry dà alla sua amata una spilla a forma di rosa in smalto e oro, in anticipo sul giorno di San Valentino. Entra quindi uno straniero e chiede a Smith di raddrizzare la lama della sua spada. È il Duca di Rothsay che inizia a corteggiare Catherine; la giovane ne è lusingata irritando in tal modo Smith che è in procinto di sferrare un colpo al duca quando Mab esce dal suo nascondiglio per proteggerlo. Torna Glover e in questa scena di confusione non comprende cosa stia accadendo; Catherine, pensando che la zingara sia l'amante di Henry, sdegnata getta via la rosa, ma Mab la raccoglie per restituirla in un secondo momento.

### Atto II
Una piazza a Perth
Più tardi quella sera la ronda, di cui fa parte anche Glover, fa il suo giro. Sono preoccupati dai festaioli che si riuniscono sotto la finestra di Catherine; Mab li raggiunge e si unisce alle danze. Il duca le chiede di portare Catherine, mascherata, a un ballo al suo palazzo, quella notte. Anche se Mab inizialmente ride all'incostanza del Duca, acconsente, ma giura vendetta. Come la scena si svuota, Smith entra e fa una serenata alla sua fidanzata, senza successo. Appena suona la mezzanotte, entra Ralph, ubriaco e disperato per non essere amato. Mentre il maggiordomo del Duca gli domanda dove abiti Catherine Glover, una donna che le assomiglia sale su una lettiga ed è condotta via. Ritornando in sé, Ralph manda Smith dietro la lettiga; quando la vera Catherine si degna di rispondere alle serenata del suo amante, egli se ne è già andato.

### Atto III

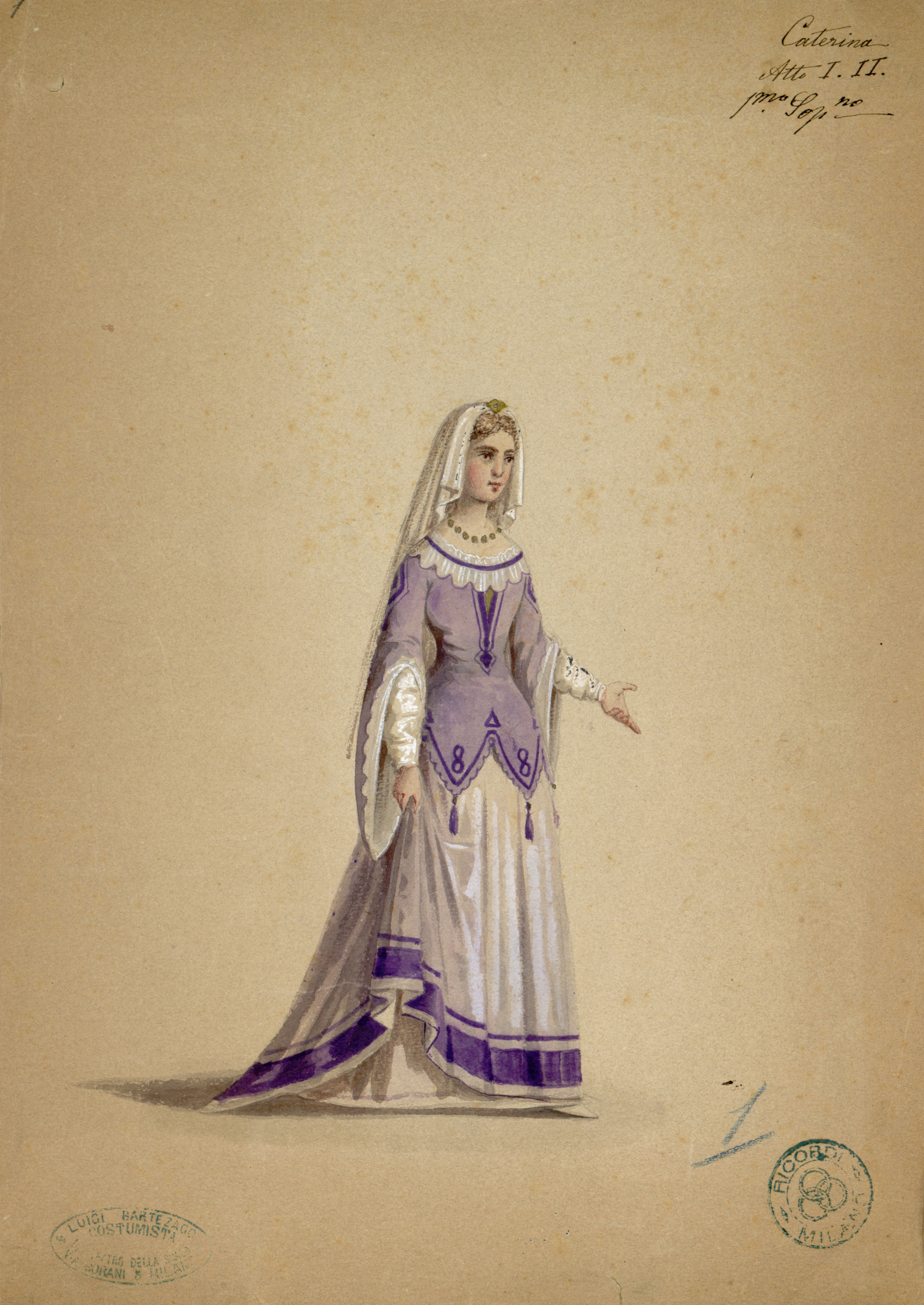
Caterina, figurino per La bella fanciulla di Perth atto 1, 2 (s.d.). Archivio Storico Ricordi

Una festa notturna al il palazzo del duca.
Il duca dice ai suoi amici che la sua ultima conquista sta per arrivare presto e appare una donna mascherata, ma che si rivelerà solo a lui. Soli insieme, Mab si toglie il domino, poi fugge, lasciando al suo amante solo la rosa smaltata di Catherine che aveva indossato sul corpetto. Più tardi Smith giunge in una sala da ballo deserta, lamentandosi per l'infedeltà di Catherine. Presto sarà mattina, e il momento per l'udienza del Duca. Mentre Smith si nasconde, il duca riceve Glover, che lo invita alle imminenti nozze di sua figlia. Il Duca è sorpreso e Henry irrompe e accusa Catherine di tradimento. Lei protesta e lui la perdona, ma poi si accorge che il duca ha la sua rosa smaltata, confermando tutti i suoi sospetti.

### Atto IV
1° quadro - un luogo selvaggio
Poche ore dopo; Smith è seduto vicino a un albero, con la testa fra le mani. Ralph e alcuni artigiani cercano di convincerlo  dell'innocenza di Catherine. Ralph acconsente ad affrontare Smith in un duello per decidere sull'onore di lei. Catherine entra in scena e Henry dice che permetterà di farsi uccidere per ristabilire a lei il suo onore.
2° quadro - la piazza principale di Perth
Giunge Mab per far sapere a Catherine che il Duca è intervenuto per impedire il duello tra Smith e Ralph. Tuttavia Glover informa Mab che sua figlia ha perso il senno. Appare Catherine e canta una ballata stravagante. Per scuoterla e riportarla in sé, la zingara decide di comparire alla sua finestra e cantare una risposta alla serenata di Smith. Catherine ritorna in sé, sviene tra le braccia di Henry e poi si riprende, credendo che sia stato tutto un sogno, e tutti, esultanti, si preparano per un gioioso giorno di San Valentino.

## Analisi
Rispetto all'opera precedente, I pescatori di perle, questo nuovo lavoro presenta alcune incertezze stilistiche e si rifà a molti, forse troppi, modelli, dal Rigoletto di Verdi, alla Mignon di Thomas, alla Mireille di Gounod, riferimenti che Bizet riuscì comunque a  fondere in modo perfetto nella propria idea musicale. Al tempo stesso La jolie fille de Perth porta in sé il germe di un cambiamento nell'evoluzione musicale del compositore. I personaggi, anche se comuni, sono ben delineati nelle loro passioni, gelosie, azioni, nonostante la banalità loro impressa dai librettisti. I temi conduttori, che non erano stati rilevanti nella precedente opera, qui sono invece utilizzati con maggiore consapevolezza e sono qualitativamente più riusciti. La pagina migliore dell'opera è la Danse bohèmienne che ha analogie con quella che sarà la chanson bohème della futura Carmen, con un alternarsi di modo maggiore e minore e un costante aumento del ritmo.
L'orchestrazione, inoltre, diventa molto più raffinata e l'eleganza con cui il musicista usa i timbri, in particolare i legni, annuncia quella che realizzerà con maestria orchestrale nella Carmen; le percussioni sono usate da Bizet in maniera sapiente e accorta, senza mai esagerare.

## Suite
Dopo la morte dell'autore fu pubblicata una suite orchestrale di alcuni movimenti tratti dall'opera; meglio conosciuta come Scènes bohémiennes, la suite comprende quattro movimenti: Prélude (all'atto I), Sérénade (da "Viens, ma belle, je t'attends" per Smith nell'atto II), Marche (dall'apertura dell'atto II, "Bon citoyens"), e Danse bohémienne (Divertissement dall'atto II). Più conosciuta dell'opera stessa, la suite è spesso eseguita in sede di concerto.

## Registrazioni
- 1943 (trasmissione radio dal vivo) Toscanini e la NBC Symphony Orchestra 19 settembre 1943.
- 1949 Gwen Catley – Catherine Glover; Richard Lewis – Harry Smith; Trefor Jones – Duke of Rothsay; Norman Walker – Ralph; Lorely Dyer – Mab, Queen of the Gypsies; Owen Brannigan – Simon Glover; Dávid Holman – A Nobleman; BBC Theatre Chorus, Chorus Master John Clements; Royal Philharmonic Orchestra diretta da Sir Thomas Beecham. Una versione inglese (tradotta da Paul England, trasmissione dal vivo il 5–6 giugno 1949 dalla BBC, edita da Beulah (1-2PD23) nel 2000)
- 1985 June Anderson – Cathérine Glover; Alfredo Kraus – Henri Smith; Gino Quilico – Le Duc de Rothsay; José van Dam – Ralph; Chœurs de Radio-France, Nouvel Orchestre Philharmonique, direttore Georges Prêtre. EMI 747 559-8